# Càmera tèrmica (bombers)
```

```

|  | Aquest article tracta sobre càmera tèrmica per a bombers. Vegeu-ne altres significats a «Càmera tèrmica». |

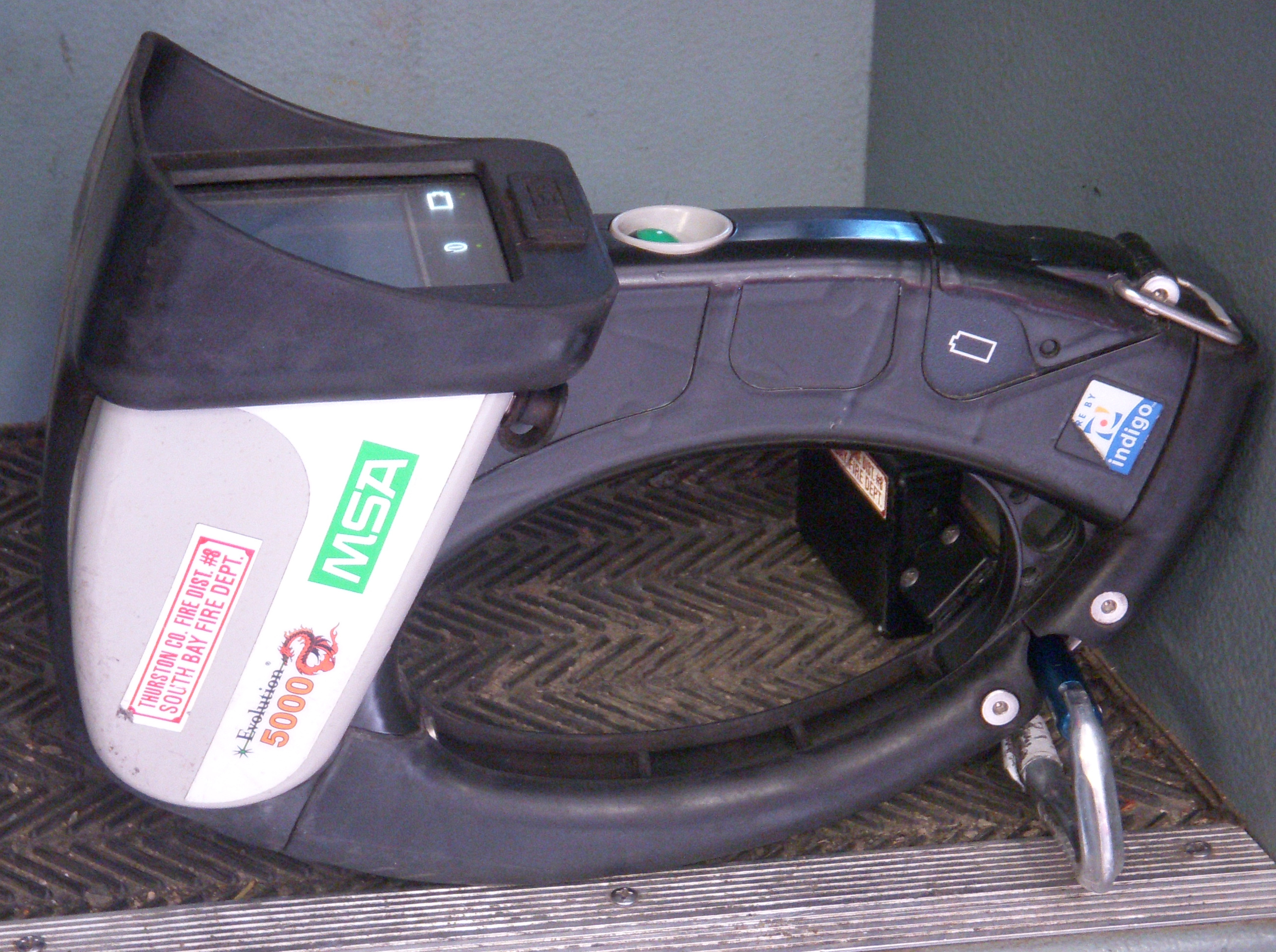
Càmera tèrmica per a bombers

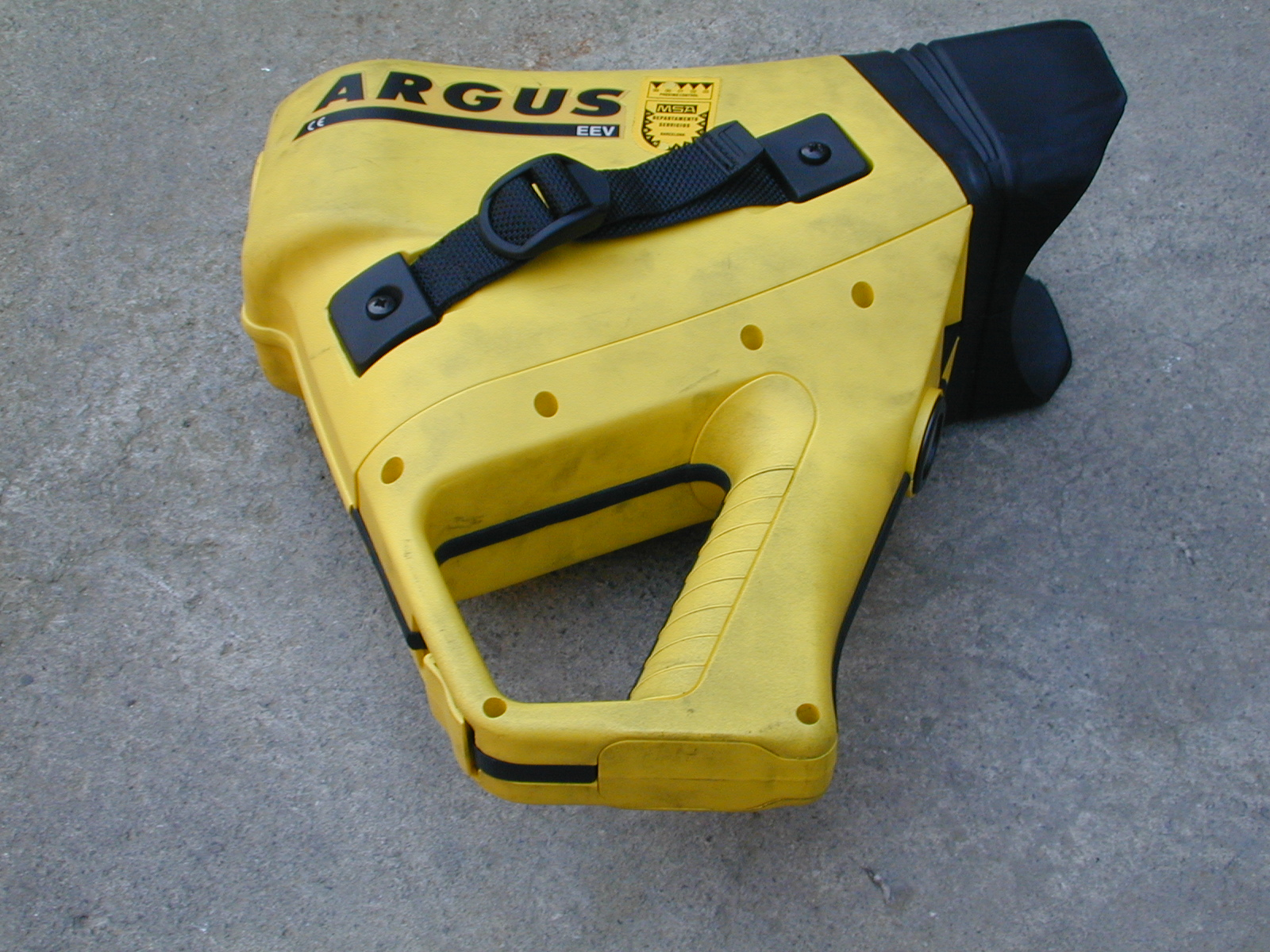
Càmera tèrmica bombers

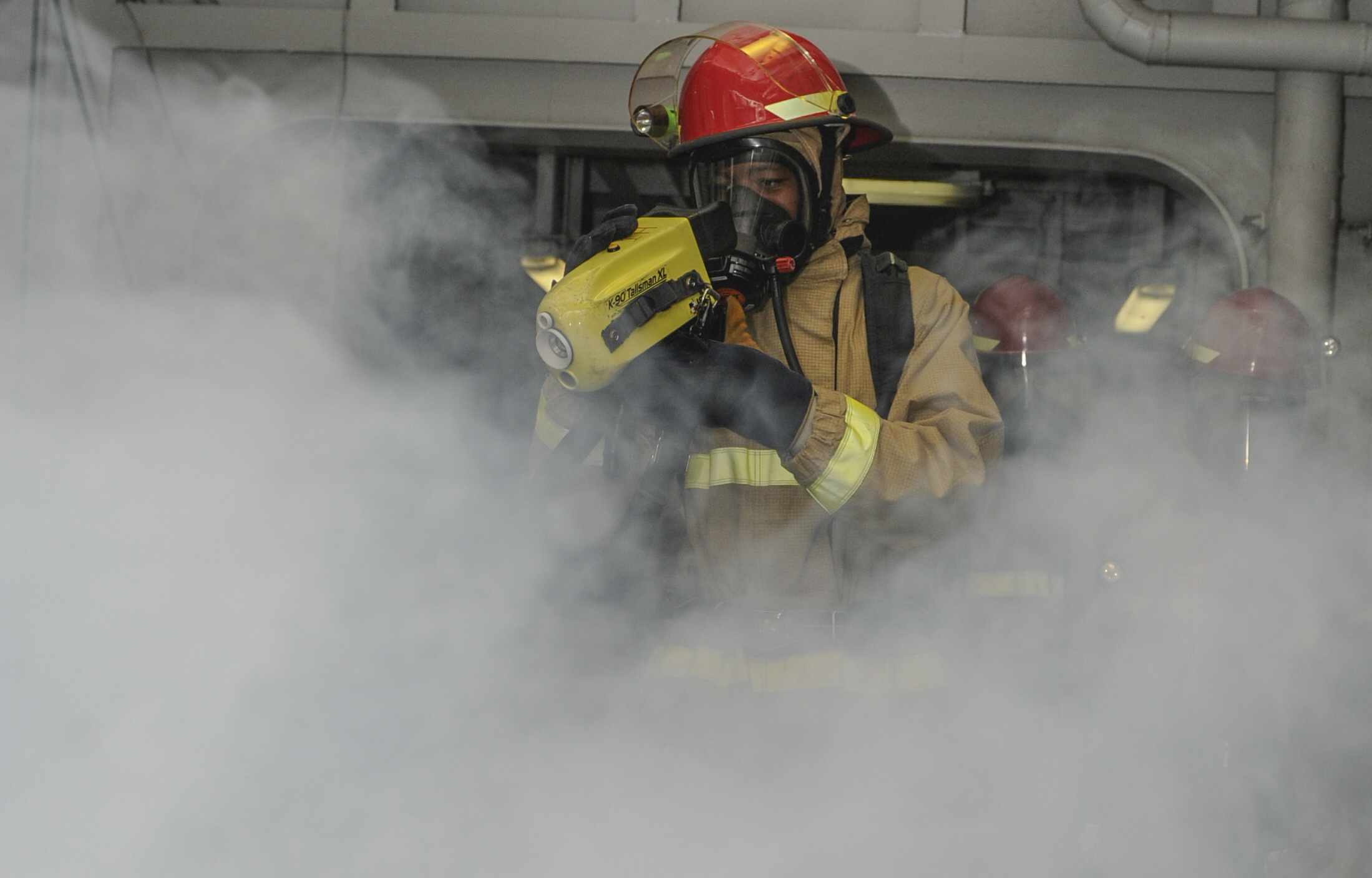
Bomber operant una càmera tèrmica

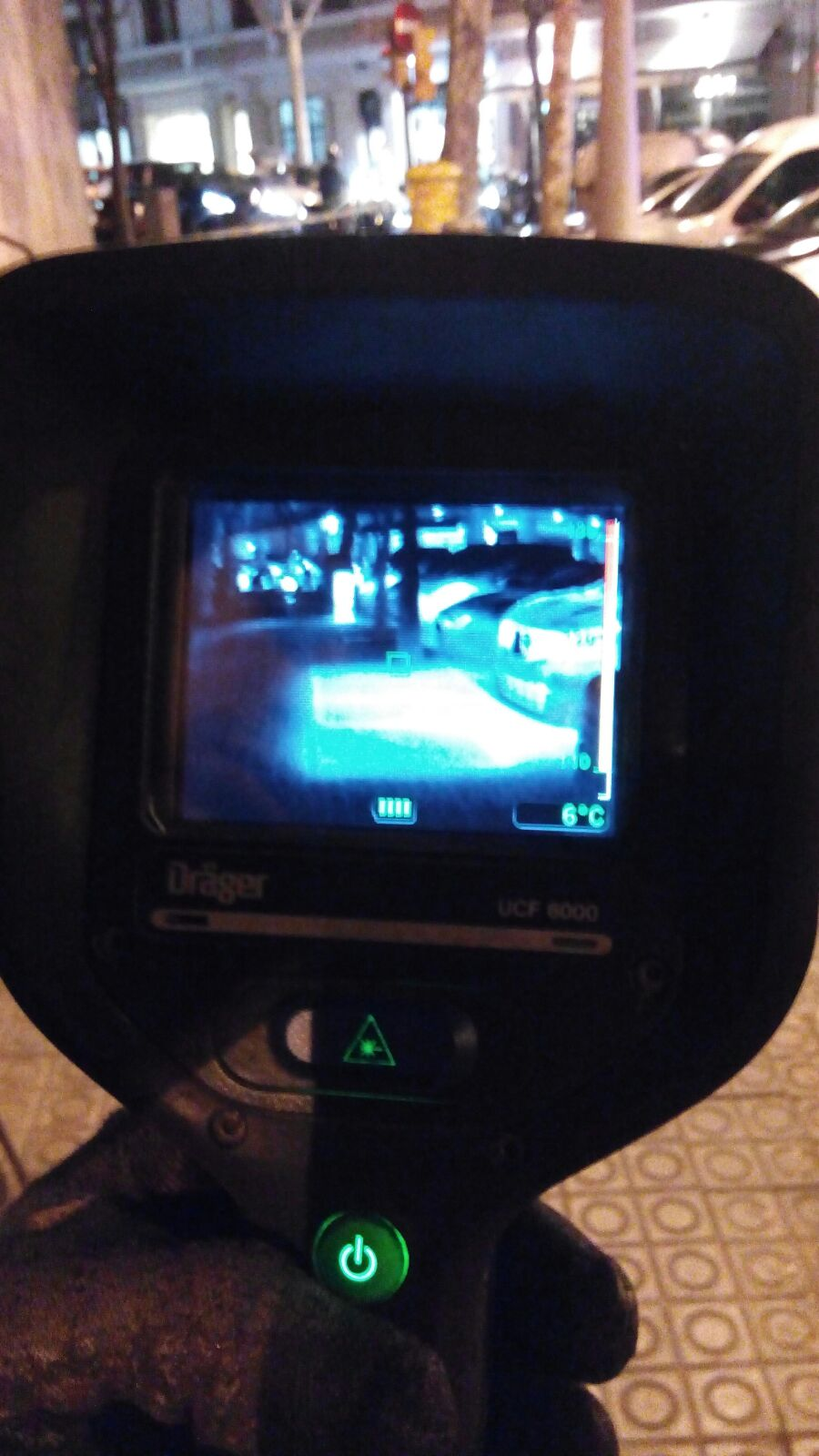
Imatge tèrmica

Una càmera tèrmica és un tipus de càmera termogràfica que s'utilitza en la lluita contra incendis. En representar la radiació infraroja com a llum visible, aquestes càmeres permeten als bombers veure les zones de calor a través del fum, la foscor o les barreres permeables a la calor. Les càmeres tèrmiques solen ser portàtils, però poden anar muntades al casc. Es construeixen amb carcasses resistents a la calor i l'aigua, i són resistents per suportar els riscos de les operacions en incendis.
Les càmeres tèrmiques recullen la calor corporal, per això s'utilitzen per a localitzar víctimes d'incendis o bombers abatuts. També per a detectar incendis tant durant les etapes de reconeixement com de revisió, cercar punts calents per trobar defectes en una instal·lació elèctrica, identificació a distància del nivell del líquid d'una cisterna i una infinitat d'altres funcions. També es pot utilitzar en un incident de persona desapareguda. Un servei d'emergència amb una càmera tèrmica pot escanejar una gran àrea boscosa molt més ràpid que un equip d'homes en aquesta mateixa àrea.

## Característiques
Una càmera tèrmica consta de cinc components: un sistema òptic, detector, amplificador, processament de senyal i pantalla. Les càmeres tèrmiques específiques del servei de bombers incorporen aquests components en una carcassa resistent a la calor, resistent i impermeable. Aquestes parts treballen juntes per convertir la radiació infraroja, com la que emeten els objectes càlids o les flames, en una representació de llum visible en temps real. La pantalla de la càmera mostra diferencials de sortida d'infrarojos, de manera que dos objectes amb la mateixa temperatura semblaran ser del mateix 'color'. Moltes càmeres tèrmiques utilitzen escala de grisos per representar objectes de temperatura normal, però destaquen superfícies perillosament calentes en diferents colors.
Les càmeres poden ser portàtils o muntades al casc. Una càmera portàtil requereix una mà per posicionar-se i funcionar, deixant només una mà lliure per a altres tasques, però es pot transferir fàcilment entre els bombers. La majoria de les càmeres tèrmiques que s'utilitzen al servei de bombers són models portàtils. Han de tenir avís visibles de bateria baixa, capacitat de suportar la immersió total a l'aigua i la capacitat de proporcionar lectures visuals significatives més enllà de 1.100 °C. Han de ser fàcilment manipulables amb els guants d'intervenció.

## Ús
Com que les càmeres tèrmiques poden 'veure' a través de la foscor o el fum, permeten als bombers trobar ràpidament l'inici d'un incendi, o veure la silueta de calor de les víctimes visualment enfosquides. Es poden utilitzar per buscar víctimes a l'aire lliure en una nit fresca, detectar focs sense flama dins d'una paret o detectar el sobreescalfament del cablejat elèctric, per comprovar que una estructura és segura per tornar a entrar després d'haver extingit un incendi, per localitzar animals atrapats en una canonada.
Una limitació d'aquests dispositius és la seva mala percepció de la profunditat (l'usuari té dificultats per jutjar a quina distància es troben els objectes). Això augmenta la probabilitat que l'usuari ensopegui o trobi obstacles, o tingui altres problemes relacionats amb la distància. Una limitació addicional de la tecnologia infraroja és que, com que els materials a la mateixa temperatura es mostren amb el mateix color, la pantalla no mostrarà molts detalls que normalment es poden veure a la llum visible.

## Història
Tot i que la tecnologia d'imatge tèrmica s'ha utilitzat durant molt de temps en aplicacions militars i policials, la seva acceptació pel servei de bombers s'ha vist obstaculitzada pel cost de les càmeres. La primera vida civil documentada salvada amb la tecnologia d'imatge tèrmica va ser després de l'explosió de gas de Putney de 1985 a Londres. Tot i que es va convertir ràpidament en estàndard en la lluita contra incendis naval després de l'enfonsament de l'HMS Sheffield, la imatge tèrmica va continuar sent un equip especialitzat als serveis de bombers civils fins als anys noranta. El Departament de Bombers de Seattle va adquirir la seva primera càmera d'imatge tèrmica el 1997, per un cost de 16.000 dòlars.
Les càmeres tèrmiques s'assignen habitualment als equips de primera intervenció, per permetre'ls arribar i alliberar amb més eficàcia els bombers atrapats. L'Institut Nacional de Seguretat i Salut en el Treball (NIOSH) dels EUA, des del 2003, reconeix la manca d'una càmera d'imatge tèrmica utilitzada correctament, com un factor evitable que contribueix a lesions i morts dels bombers, i el fet que una càmera tèrmica no es va utilitzar es va citar en un informe del NIOSH de 2005 com a factor que va contribuir el 2004 a la mort en acte de servei del bomber de Houston Kevin Kulow. Una de les recomanacions de l'equip d'avaluació i revisió d'incident després d'un incendi el 2007 de Charleston Sofa Super Store va ser: la compra d'una càmera d'imatge tèrmica de model estàndard per a totes les brigades de bombers.